# 曾振興
曾 振興（1987年2月9日 - ）は香港の本土と同様民主主義政治家である。屯門社区網絡に所属している。屯門区区議会興澤選挙区議員。